# Teddy Brannon
Humphrey „Teddy“ Brannon (* 27. September 1916 in Moultrie, Georgia; † 24. Februar 1989 in Newark, New Jersey) war ein US-amerikanischer Jazz- und Rhythm-and-Blues-Pianist.
Brannons Familie zog Anfang der 1920er Jahre nach Linden (New Jersey); er begann im Alter von neun Jahren Klavier zu spielen und trat während seiner Schulzeit in Tanzbands auf und spielte von 1937 bis 1942 in Nachtclubs seiner Heimatstadt Newark. Von 1942 bis 1945 spielte er bei Benny Carter, danach als freischaffender Musiker in den Jazzclubs der 52nd Street in New York City, von 1947 bis 1950 mit einem eigenen Trio, zu dem auch der Gitarrist Dickie Thompson gehörte. Im April 1945 war er an einer Session des Bluessängers Rubberlegs Williams mit der Herbie Fields Band beteiligt, bei der auch der junge Miles Davis mitspielte; im Mai war er Mitglied des Quartetts von Don Byas und wirkte an dessen Aufnahmen für Savoy mit („I Don't Kno Why“).
In den 1950er und 1960er Jahren arbeitete Brannon als Studiomusiker mit damaligen Doo Wop Gruppen und spielte daneben häufig mit Jazzmusikern wie Roy Eldridge, Buddy Rich, Bennie Green 1951, Johnny Hodges 1952, Jonah Jones 1961 und Illinois Jacquet. Außerdem begleitete er Sänger wie Dinah Washington 1947, Ruth Brown, Billie Holiday, das Vokalensemble The Gordons und Babs Gonzales, der sein Cousin war.

## Diskographische Hinweise
- Don Byas: Savoy Jam Party The Savoy Sessions (Savoy, 1944–46)
- Bennie Green/Jay Jay Johnson/Kai Winding: Trombone by Three (Prestige/OJC)
- Coleman Hawkins/Benny Carter (Forlane, 1943)
- Johnny Hodges: The Complete 1941-1954 Small Group Recordings, Vol. 4 (Blue Moon)
- Jonah Jones: Jumpin' with a Shuffle (Capitol/Pathe, 1961)
- Tab Smith: Jump Time (Delmark Records, 1951)
- Dinah Washington: Complete 1943-1951 Mercury Master Takes
- Rubberlegs Williams: Obscure Blues Shouters, Vol. 2 (Blue Moon)